# Tensor de espín
En matemáticas, física matemática y física teórica, el tensor de espín es una cantidad utilizada para describir el movimiento de rotación de las partículas en el espacio-tiempo. Tiene aplicación en
la relatividad general y en la teoría de la relatividad especial, así como en mecánica cuántica, mecánica cuántica relativista y en la teoría cuántica de campos.
El grupo euclídeo SE(d) de isometrías directas es generado por traslaciones y rotaciones. Su álgebra de Lie se denota como {\displaystyle {\mathfrak {se}}(d)}.
Este artículo utiliza coordenadas cartesianas y notación tensorial indexada.

## Antecedentes de las corrientes de Noether
El teorema de Noether para traslaciones en el espacio se asimila con el impulso, mientras que la corriente para incrementos en el tiempo se identifica con la energía. Estas dos afirmaciones se combinan en una sola en el espacio-tiempo: las traslaciones en el espacio-tiempo, es decir, un desplazamiento entre dos eventos, son generadas por el cuadri-momento P. La conservación del cuadri-impulso viene dada por la ecuación de continuidad:
{\displaystyle \partial _{\nu }T^{\mu \nu }=0\,,}
donde {\displaystyle T^{\mu \nu }\,} es el tensor de energía-impulso y ∂ son las derivadas parciales que componen el cuadrigradiente (en coordenadas no cartesianas, debe reemplazarse por una derivada covariante). Integrando sobre el espacio:
{\displaystyle \int d^{3}xT^{\mu 0}\left({\vec {x}},t\right)=P^{\mu }}
se obtiene el vector del cuadrimomento en el instante t.
La corriente de Noether para una rotación alrededor del punto y viene dada por un tensor de tercer orden, denominado {\displaystyle M_{y}^{\alpha \beta \mu }}. Por las relaciones del álgebra de Lie
{\displaystyle M_{y}^{\alpha \beta \mu }(x)=M_{0}^{\alpha \beta \mu }(x)+y^{\alpha }T^{\beta \mu }(x)-y^{\beta }T^{\alpha \mu }(x)\,,}
donde el subíndice 0 indica el origen (a diferencia del momento, el momento angular depende del origen). La integral:
{\displaystyle \int d^{3}xM_{0}^{\mu \nu }({\vec {x}},t)}
permite obtener el tensor de momento angular {\displaystyle M^{\mu \nu }\,} en el instante t.

## Definición
El tensor de espín se define en un punto x como el valor de la corriente de Noether en x de una rotación alrededor de x,
{\displaystyle S^{\alpha \beta \mu }(\mathbf {x} )\mathrel {\stackrel {\mathrm {def} }{=}} M_{x}^{\alpha \beta \mu }(\mathbf {x} )=M_{0}^{\alpha \beta \mu }(\mathbf {x} )+x^{\alpha }T^{\beta \mu }(\mathbf {x} )-x^{\beta }T^{\alpha \mu }(\mathbf {x} )}
La ecuación de continuidad
{\displaystyle \partial _{\mu }M_{0}^{\alpha \beta \mu }=0\,,}
implica que:
{\displaystyle \partial _{\mu }S^{\alpha \beta \mu }=T^{\beta \alpha }-T^{\alpha \beta }\neq 0}
y por lo tanto, el tensor de energía-impulso no es simétrico.
La cantidad S es la densidad de espín del momento angular (el giro en este caso no es solo de una partícula puntual, sino también para un sólido con extensión), y M es la densidad del momento angular orbital. El momento angular total es siempre la suma de las contribuciones del espín y de las órbitas de giro.
La relación:
{\displaystyle T_{ij}-T_{ji}}
da la densidad del par, que muestra la tasa de conversión entre el momento angular orbital y el espín.

## Ejemplos
Ejemplos con una densidad de espín distinta de cero son los fluidos moleculares, los campos electromagnéticos y los fluidos en régimen turbulento. En el caso de los fluidos moleculares, las moléculas individuales pueden estar girando; el campo electromagnético puede tener polarización circular; y para fluidos en régimen turbulento, se puede hacer una distinción arbitraria entre fenómenos de longitud de onda larga y fenómenos de longitud de onda corta. Una longitud de onda larga en un fenómeno vorticial se puede convertir mediante el análisis del desarrollo de la turbulencia en vórtices cada vez más pequeños, que transportan el momento angular a longitudes de onda cada vez más pequeñas, y al mismo tiempo se reduce la vorticidad, lo que puede aproximarse teniendo en cuenta la viscosidad en los remolinos.